# Liste von Pfarrhäusern in Bayern (Mittelfranken)
Die Liste von Pfarrhäusern in Bayern (Mittelfranken) ist Teil der Liste von Pfarrhäusern in Bayern; dort findet man auch allgemeine Erläuterungen zum Thema.

## StadtAnsbach
| Gemeinde / Ort / Adresse Koordinaten                                       | Baustil / Gebäudetyp  | Erbaut                 | Bemerkungen | Bild |
| -------------------------------------------------------------------------- | --------------------- | ---------------------- | --- | ---- |
| Ansbach Johann-Sebastian-Bach-Platz 5 (49° 18′ 9,4″ N, 10° 34′ 27,2″ O)    | Renaissance Pfarrhaus | zweite Hälfte 16. Jhd. | Zwei- und dreigeschossiger Bau um Innenhof der zweiten Hälfte 16. Jahrhundert, mit Treppenturm, Laubengänge, teilweise Fachwerk, Bauteile 16.–18. Jahrhundert, westliche Straßenfassade mit rustiziertem Erdgeschoss und Putzgliederungen 18. Jahrhundert, Südflügel 1913/15 neu errichtet. |      |
| Ansbach Schaitbergerstraße 6, 8 (49° 18′ 12,4″ N, 10° 34′ 16,5″ O)         | Barock Pfarrhaus      | 1750/51                | Zweigeschossiger traufständiger Satteldachbau, mit Rustizierungen und Putzgliederung, Treppe mit Balusterbrüstung, von Johann David Steingruber. |      |
| Elpersdorf bei Ansbach Laurentiusstraße 3 (49° 16′ 42,5″ N, 10° 30′ 59″ O) | Barock Pfarrhaus      | 1735                   | Zweigeschossiger Walmdachbau mit Fachwerkobergeschoss, bezeichnet „1736“ |      |

## Landkreis Ansbach
| Gemeinde / Ort / Adresse Koordinaten                                                  | Baustil / Gebäudetyp                              | Erbaut                                    | Bemerkungen | Bild           |
| ------------------------------------------------------------------------------------- | ------------------------------------------------- | ----------------------------------------- | --- | -------------- |
| Arberg Schloßweg 14 (49° 8′ 30,3″ N, 10° 36′ 59″ O)                                   | Gotik Pfarrhaus                                   | 1481, Umbau 17. Jhd.                      | Zweigeschossiger giebelständiger Satteldachbau, im Kern 1481, Umbau spätes 17. Jahrhundert. Wappenstein mit Jahreszahl 1481 seitlich des prunkvollem gotischen Portal an der Giebelseite. Dazugehörig Pfarrscheune: Satteldachbau, teils Fachwerk, spätes 17. Jahrhundert                                               |                |
| Arberg Schloßweg 15 (49° 8′ 30,6″ N, 10° 37′ 1,2″ O)                                  | Klassizismus Mesnerhaus                           | 1781                                      | Zweigeschossiger Walmdachbau, mit Geschossgliederung. Das Plateau auf dem die Gebäude stehen stammt teilweise aus dem Mittelalter. Am nebenstehenden Waschhaus ist die Jahreszahl 1781 an den beiden Giebelwänden zu sehen.                                                                                             |                |
| Arberg Mörsach Kirchplatz 1 (49° 8′ 50,2″ N, 10° 40′ 31,9″ O)                         | Klassizismus Pfarrhaus                            | 1795/98                                   | Zweigeschossiger Walmdachbau mit rustizierten Ecklisenen und Geschossgliederungen. |                |
| Windsbach Bertholdsdorf Bertholdsdorf 47 (49° 17′ 21,8″ N, 10° 52′ 29,7″ O)           | Rokoko Pfarrhaus (Bertholdsdorf)                  | 1734 – Johann David Steingruber           | Zweigeschossige Walmdachbau mit Geschossgliederung wurde vom Baumeister Johann David Steingruber (1702–1787) errichtet. |                |
| Heilsbronn Bürglein Kirchenweg 7 (49° 22′ 34,2″ N, 10° 47′ 33,6″ O)                   | Barock Pfarrhaus (Bürglein)                       | 1751                                      | Zweigeschossig gegliederter Quaderbau mit Mansardwalmdach wurde von Johann Michael Best errichtet. Das Pfarrhaus aus Sandstein besitzt fünf zu vier Fensterachsen. Über dem Portal ist ein Rundbogen mit Relief angebracht.                                                                                             |                |
| Burk Am Kirchplatz 5 (49° 8′ 2,8″ N, 10° 28′ 45″ O)                                   | Barock Pfarrhaus                                  | 1767                                      | Zweigeschossiger massiver Putzbau mit Satteldach. |                |
| Dinkelsbühl Altrathausplatz 4 (49° 4′ 5,1″ N, 10° 19′ 2″ O)                           | Renaissance Pfarrhaus                             | 1545                                      | Dreigeschossiges verputztes Giebelhaus mit vorkragendem zweiten Obergeschoss, steilem Satteldach und Steinportal im Stil der Renaissance, vermutlich 1545, Keller bezeichnet „1601“ | weitere Bilder |
| Dinkelsbühl Dr.-Martin-Luther-Straße 1 (49° 4′ 13,4″ N, 10° 19′ 6,4″ O)               | Renaissance Pfarrhaus                             | vor 1600                                  | Dreigeschossiger Satteldachbau in Ecklage mit vorkragenden Obergeschossen aus verputztem Fachwerk. | weitere Bilder |
| Dinkelsbühl Weinmarkt 9 (49° 4′ 12,4″ N, 10° 19′ 5,8″ O)                              | Renaissance Pfarrhaus                             | zweite Hälfte 16. Jhd.                    | Dreigeschossiger verputzter Giebelbau mit steilem Satteldach und verputztem Fachwerkgiebel, Korbbogenportal in Stil der Renaissance, Ausbauten 18. Jahrhundert. | weitere Bilder |
| Dietenhofen Brechtelstraße 6 (49° 23′ 57,8″ N, 10° 41′ 26,5″ O)                       | Fachwerkstil Pfarrhaus (Dietenhofen)              | 1725                                      | Zweigeschossiger Satteldachbau mit teils verputztem Fachwerk über massivem Quadermauerwerk im Erdgeschoss. Mit Ladeöffnungen im dreigeschossigen Giebel und eine klassizistische Haustüre. |                |
| Feuchtwangen Dorfgütingen Dorfgütingen 27 (49° 12′ 54,1″ N, 10° 18′ 9,1″ O)           | Rokoko Pfarrhaus (Dorfgütingen)                   | 1788                                      | Zweigeschossiger Walmdachbau mit hohem Kellergeschoss, Ecklisenen und einer zweiseitigen Freitreppe wurde im Jahr 1788 von Johann Michael Karg errichtet. Das Wohnhaus besitzt fünf zu vier Fensterachsen. Unter der Freitreppe ist ein Zugang zum Keller.                                                              |                |
| Feuchtwangen Zum Taubenbrünnlein 2 (49° 10′ 4,9″ N, 10° 19′ 49,3″ O)                  | Klassizismus Pfarrhaus (Feuchtwangen)             | 1899                                      | Zweigeschossiges Gebäude mit Halbwalmdach und Ecklisenen mit Putzgliederung. Am Torpfosten befindet sich ein Stein mit der Inschrift „Simon Priester Pfarrer 1570“, der vom Vorgängerbau stammt. |                |
| Gattenhofen Gattenhofen 29 (49° 25′ 3,9″ N, 10° 11′ 50,1″ O)                          | Rokoko Pfarrhaus (Gattenhofen)                    | 1778                                      | Ein- bis zweigeschossiger Krüppelwalmdachbau in Hanglage mit mittigem Zwerchhaus, Eckquaderung und Gurtgesims besitzt Hausteinelemente an Tür- und Fensteröffnungen. Unter der Freitreppe ist ein rundbogiger Kellerabgang.                                                                                             |                |
| Gebsattel Rothenburger Straße 5 (49° 21′ 11″ N, 10° 11′ 41,6″ O)                      | Fachwerkstil Pfarrhaus (Gebsattel)                | 1675                                      | Zweigeschossige Satteldachbau in Fachwerkbauweise über massivem Erdgeschoss wurde später massiv unterfangen und aufgemauert. Das Fachwerk weist nur am Giebel wenige Schmuckelemente wie Kreuze und Rechtecke auf. Das Obergeschoss kragt vor.                                                                          |                |
| Wassertrüdingen Geilsheim Geilsheim 64 (49° 1′ 51,3″ N, 10° 38′ 57,4″ O)              | Barock Pfarrhaus (Geilsheim)                      | 18. Jhd.                                  | Zweigeschossiger Putzbau mit Steildach mit zwei zu fünf Fensterachsen. |                |
| Gerolfingen Hauptstraße 16 (49° 3′ 13,1″ N, 10° 30′ 38,4″ O)                          | Klassizismus heute Ev. Gemeindehaus               | um 1850                                   | Zweigeschossiger Walmdachbau mit acht zu drei Fensterachsen und Putzgliederung (kein Baudenkmal). |                |
| Petersaurach Großhaslach Kirchplatz 1 (49° 20′ 12,1″ N, 10° 43′ 36″ O)                | Rokoko Pfarrhaus (Großhaslach)                    | 1736                                      | Der eingeschossige Walmdachbau mit Mittelrisalit und Zwerchhaus besitzt Rustizierungen und eine Putzgliederung. Die Freitreppe führt zu einem geohrten Stichbogenportal mit Oberlicht. |                |
| Dürrwangen Halsbach Kirchplatz 1 (49° 5′ 16,4″ N, 10° 23′ 37,4″ O)                    | Barock Pfarrhaus (Halsbach)                       | 1724                                      | Zweigeschossiger verputzter Walmdachbau mit fünf zu drei Fensterachsen und geohrtem Eingangsportal. Im Inneren sind noch historische Ausstattungen erhalten. |                |
| Heilsbronn Pfarrgasse 8 (49° 20′ 13,8″ N, 10° 47′ 26,6″ O)                            | Neobarock Pfarrhaus Heilsbronn                    | im Kern 12. Jhd. Im 18./19. Jhd. umgebaut | Zweigeschossiger Satteldachbau, stammt im Kern aus dem 12. Jahrhundert. Im 18. und 19. Jahrhundert erfolgten Umbauten. Die neugotische Eingangsfassade mit Doppelfenstern und Giebelbekrönung entstand in der Mitte des 19. Jahrhunderts. Die zugehörige Mauer mit Eckturm (Markgrafentor) gehörte zur Ortsbefestigung. |                |
| Lichtenau Immeldorf Hauptstraße 17/19 (49° 16′ 33,5″ N, 10° 43′ 21,2″ O)              | Rokoko Pfarrhaus (Immeldorf)                      | 1754                                      | Zweigeschossiger Walmdachbau in Ecklage mit vier zu sechs Fensterachsen. Die Rahmungen der Fenster und des Portals sowie das Gesims sind aus Sandstein ausgeführt. |                |
| Lichtenau Pfarrgasse 2 (49° 16′ 38,8″ N, 10° 41′ 10,7″ O)                             | Barock Pfarrhaus Lichtenau (Mittelfranken)        | 1636                                      | Zweigeschossiger Walmdachbau mit Quadermauerwerk aus Sandstein ausgeführt. Der Innenausbau wurde im 18. Jahrhundert verändert. |                |
| Leutershausen Kirchenplatz 2 (49° 17′ 56,7″ N, 10° 24′ 26,4″ O)                       | Rokoko Pfarrhaus (Leutershausen)                  | 1740 bis 1742                             | Zweigeschossiger Walmdachbau mit kaum sichtbarem Mittelrisalit, der mit einem Zwerchhaus abschließt, das ebenfalls mit einem Walmdach bedeckt ist, besitzt rustizierte Ecklisenen. |                |
| Insingen Lohr Rothenburger Straße 11 (49° 19′ 45,7″ N, 10° 10′ 5,6″ O)                | Klassizismus Pfarrhaus (Lohr)                     | 1834                                      | Zweigeschossiger Krüppelwalmdachbau mit Gurt- und Giebelsohlegesims sowie mit profilierten Fenster- und Türöffnungen besitzt fünf zu zwei Fensterachsen. |                |
| Merkendorf Schulstraße 5 (49° 12′ 16,9″ N, 10° 42′ 5,1″ O)                            | Rokoko Erstes Pfarrhaus (Merkendorf)              | 18. Jhd.                                  | Zweigeschossiger Walmdachbau mit Zwerchhaus. Rustifizierten Ecklisenen mit vier zu zwei Fensterachsen. |                |
| Merkendorf Schulstraße 1 (49° 12′ 18,5″ N, 10° 42′ 6,3″ O)                            | Heimatstil Zweites Pfarrhaus (Merkendorf)         | 1896–1900                                 | Zweigeschossiger Satteldachbau mit Gliederungen in Naturstein (historisierende Formen). |                |
| Neuendettelsau Hauptstraße 10 (49° 17′ 11,4″ N, 10° 47′ 15,9″ O)                      | Barock Löhehaus (Neuendettelsau)                  | 1693                                      | Zweigeschossiges, giebelständiges Gebäude mit rechteckigen Grundriss und Halbwalmdach zur Westseite. Die Schleppgauben (eine an der Südseite, zwei an der Nordseite) sind erst nach den 1970er Jahren ins Dach eingebaut worden. Obergeschoss in Fachwerkbauweise.                                                      |                |
| Diebach Oberoestheim Kirchplatz 8 (49° 17′ 10,5″ N, 10° 12′ 10″ O)                    | Klassizismus Pfarrhaus (Oberoestheim)             | 1836                                      | Zweigeschossiger Walmdachbau mit profilierten Fenster- und Türrahmen sowie Gurtgesimsen in Haustein mit fünf zu drei Fensterachsen. |                |
| Flachslanden Sondernohe Sondernohe 25 (49° 26′ 27,6″ N, 10° 31′ 21,5″ O)              | Rokoko Pfarrhaus (Sondernohe)                     | 1747                                      | Zweigeschossiger Bau mit Mansardwalmdach, nach Plänen von Leopoldo Retti. Er besitzt eine risalitartig vorkragende Mittelachse, ein Gurtgesims, gebänderte Ecklisenen und Putzfelderung. |                |
| Adelshofen Tauberzell Tauberzell 11 (49° 26′ 52,3″ N, 10° 7′ 5,4″ O)                  | Barock Pfarrhaus (Tauberzell)                     | 1732                                      | Zweigeschossige Walmdachbau mit Gurtgesims besitzt eine Freitreppe. |                |
| Unterschwaningen Hauptstraße 13 (49° 4′ 51,4″ N, 10° 37′ 13″ O)                       | Rokoko Pfarrhaus                                  | 1753/54                                   | Zweigeschossiger Walmdachbau mit Putzgliederung und Rokoko-Portal, bezeichnet „1754“, von Johann David Steingruber 1753/54. Vollständige Umfriedung mit Wasch- und Backhaus |                |
| Wassertrüdingen Kirchgasse 4 (49° 2′ 23,2″ N, 10° 35′ 54,9″ O)                        | Barock Pfarrhaus                                  | 1680/81                                   | Zweigeschossiger verputzter Walmdachbau, teilweise mit Fachwerk-Obergeschoss. | weitere Bilder |
| Wassertrüdingen Altentrüdingen Altentrüdingen 53 (49° 3′ 50,5″ N, 10° 36′ 58,1″ O)    | Barock Pfarrhaus                                  | 1741                                      | Zweigeschossiger verputzter Massivbau mit Krüppelwalmdach, von Johann David Steingruber, um 1800 verändert. |                |
| Wassertrüdingen Obermögersheim Obermögersheim 104 (49° 3′ 35″ N, 10° 39′ 25,4″ O)     | Barock Pfarrhaus                                  | 1716                                      | Zweigeschossiger Putzbau mit Mansardwalmdach. |                |
| Windsbach Veitsaurach Veitsaurach K 5 (49° 17′ 21,9″ N, 10° 53′ 6,6″ O)               | Barock Pfarrhaus (Veitsaurach)                    | 1700                                      | Zweigeschossiger massiver Satteldachbau besitzt eine Türumrahmung aus Sandstein. |                |
| Weiltingen Reitbahn 6 (49° 2′ 24,1″ N, 10° 26′ 56,4″ O)                               | Rokoko Pfarrhaus (Weiltingen)                     | 1781 bis 1786                             | Zweigeschossiger Walmdachbau mit Zwerchhaus und zweiseitiger Freitreppe. Der flache Mittelrisalit schließt das frühklassizistische Portal mit ein. |                |
| Heilsbronn Weißenbronn Talstraße 6 (49° 19′ 32,9″ N, 10° 49′ 4,3″ O)                  | Barock Pfarrhaus (Weißenbronn)                    | 1738/39                                   | Zweigeschossiger Walmdachbau mit Ecklisenen und vier zu drei Fensterachsen. |                |
| Wettringen Schulstraße 7 (49° 15′ 29″ N, 10° 9′ 27,3″ O)                              | Klassizismus Pfarrhaus Wettringen (Mittelfranken) | 1809                                      | Zweigeschossige Walmdachbau mit Gurtgesims und Hausteinelementen – vier zu zwei Fensterachsen. |                |
| Wieseth Hauptstraße 57 (49° 9′ 45,7″ N, 10° 29′ 7,9″ O)                               | Klassizismus Pfarrhaus (Wieseth)                  | 1797                                      | Teilweise verputzter Satteldachbau mit Fachwerkobergeschoss und mittigem Zwerchhaus wurde mehrmals umgebaut. |                |
| Wilburgstetten Bischof-Rabeno-Platz 5 (49° 1′ 47,2″ N, 10° 23′ 31,2″ O)               | Barock Pfarrhaus (Wilburgstetten)                 | 1666 errichtet und 1733 umgebaut          | Zweigeschossiger Putzbau mit steilem Satteldach und verputztem Fachwerkgiebel – vier Fensterachsen an der Straßenseite. Die Tür wird von einer Sandsteinumrahmung mit Relief geschmückt. |                |
| Windsbach Heinrich-Brandt-Straße 8 (49° 14′ 51,9″ N, 10° 49′ 46,2″ O)                 | Rokoko Pfarrhaus (Windsbach)                      | 1801                                      | Zweigeschossiger traufständiger Satteldachbau mit Halbwalmdach und Zwerchhaus besitzt Putz- und Geschossgliederungen und Ecklisenen. |                |
| Ehingen Dambach Dambach 1 (49° 5′ 37,6″ N, 10° 34′ 5,3″ O)                            | Barock Pfarrhaus                                  | um 1800                                   | Zweigeschossiger verputzter Barockbau mit Walmdach (Baudenkmal). |                |
| Ehingen Lentersheim Lentersheim 2 (49° 4′ 44,1″ N, 10° 34′ 42,8″ O)                   | Barock Pfarrhaus                                  | zweite Hälfte 17. Jhd.                    | Zweigeschossiges, verputztes Walmdachhaus, Aufstockung um Fachwerk-Obergeschoss 1724, Renovierung 1904. |                |
| Rothenburg ob der Tauber Bettenfeld Bettenfeld 23 (49° 20′ 27,7″ N, 10° 7′ 42,3″ O)   | spätmittelalterlich Pfarrhaus                     | 1582                                      | Zweigeschossiger verputzter Massivbau mit Krüppelwalmdach, im Kern spätmittelalterlich, bezeichnet „1582“. Nebengebäude: Kleiner verputzter Quaderbau mit Pyramidendach, zweite Hälfte 19. Jahrhundert. Scheune: Eingeschossiger Bruchstein- und Fachwerkbau mit Halbwalmdach, zweite Hälfte 16. Jahrhundert.           | weitere Bilder |
| Rothenburg ob der Tauber Leuzenbronn Leuzenbronn 20 (49° 22′ 25,1″ N, 10° 7′ 41,1″ O) | Barock Pfarrhof                                   | 1689                                      | Zweigeschossiger Massivbau mit teils abgewalmtem steilem Satteldach und vorkragenden Fachwerk-Giebelgeschossen, im Inneren modernisiert. | weitere Bilder |
| Rothenburg ob der Tauber Detwang Detwang 32 (49° 23′ 12,8″ N, 10° 9′ 58,9″ O)         | Renaissance Mesnerhaus                            | 1531                                      | Zweigeschossiger Putzbau mit steilem Walmdach und Walmdachgauben, Rundbogenportal und profilierten Fensterleibungen, bez. 1531, Umbauten dendrochronologisch datiert 1699/1700 von Hans Birkel, 1939. | weitere Bilder |

## Landkreis Erlangen-Höchstadt
| Gemeinde / Ort / Adresse Koordinaten                                             | Baustil / Gebäudetyp                | Erbaut         | Bemerkungen | Bild |
| -------------------------------------------------------------------------------- | ----------------------------------- | -------------- | --- | ---- |
| Baiersdorf Pfarrgasse 12 (49° 39′ 26,8″ N, 11° 1′ 52,2″ O)                       | Fachwerkstil Pfarrhaus (Baiersdorf) | 18. Jhd.       | Zweigeschossiger Satteldachbau mit Erdgeschoss aus Sandsteinquadern und einem Fachwerkobergeschoss. Sechs Fensterachsen an der Straßenseite. Fachwerkobergeschoss mit Andreaskreuzen und geschweiften Hölzern. An der rechten Seite ist ein Wappen und der Wahlspruch „Einer für alle – Alle für einen“ angebracht. Rundbogenportal von mächtigen Quadersteinen eingefasst. |      |
| Heßdorf Hannberg (Heßdorf) Kirchenplatz 4 (49° 38′ 13,5″ N, 10° 54′ 4,7″ O)      | Fachwerkstil Pfarrhaus              | 1711           | Zweigeschossiger traufständiger Satteldachbau mit Schopf und reichem Fachwerkobergeschoss und -giebel, Sandsteinerdgeschoss mit bossierter Eckquaderung, bezeichnet „1711“ |      |
| Vestenbergsgreuth Kleinweisach Kleinweisach 7 (49° 41′ 55,7″ N, 10° 37′ 14,7″ O) | Klassizismus Pfarrhaus              | Mitte 19. Jhd. | Zweigeschossiger Walmdachbau mit stichbogigen Fenstern und Gesimsgliederung, rückwärtig zweigeschossiger Walmdachanbau |      |
| Mühlhausen (Mittelfranken) Hauptstraße 6 (49° 45′ 13,9″ N, 10° 46′ 27,3″ O)      | Klassizismus Pfarrhaus              | 1766           | zweigeschossiger Walmdachbau mit Eckpilastern, bezeichnet „1766“ |      |
| Aurachtal Münchaurach Königstraße 42 (49° 34′ 26,7″ N, 10° 49′ 13,5″ O)          | Pfarrhaus                           | 1585           | Zweigeschossiger traufständiger Fachwerkbau mit Satteldach, bezeichnet „1585“ |      |
| Aurachtal Münchaurach Mühlberg 1 (49° 34′ 26,2″ N, 10° 49′ 19,1″ O)              | Barock Pfarrhaus                    | um 1600        | Zweigeschossiger massiver Satteldachbau mit profilierten Fensterrahmungen, mit älterem Kern, Umbau ersten Drittel des 18. Jahrhunderts, teilweiser Abbruch im 19. Jahrhundert. Ehemaliger Klosterflügel. |      |
| Uttenreuth Esperstraße 25 (49° 35′ 59,5″ N, 11° 4′ 41,2″ O)                      | Neobarock Pfarrhaus                 | um 1908        | Zweigeschossiger Walmdachbau mit polygonalem Eckerker mit Zeltdachaufsatz und Zwerchhaus mit Segmentbogengiebel, Neubarock, um 1908 |      |

## Landkreis Fürth
| Gemeinde / Ort / Adresse Koordinaten                                                    | Baustil / Gebäudetyp       | Erbaut                      | Bemerkungen | Bild |
| --------------------------------------------------------------------------------------- | -------------------------- | --------------------------- | --- | ---- |
| Cadolzburg Greimersdorfer Straße 15, 15 a (49° 27′ 22,4″ N, 10° 52′ 39,5″ O)            | Klassizismus Pfarrhaus     | 1839                        | Zweigeschossiger zweiflügeliger Sandsteinquaderbau mit Walmdach mit Rundbogenfenstern, nordwestlicher Flügelanbau nach 1900. |      |
| Cadolzburg Burghof (49° 27′ 33,8″ N, 10° 51′ 1,4″ O)                                    | Klassizismus Pfarrhaus     | 1855                        | Dreigeschossiger Satteldachbau, Nordgiebel mit Halbwalmdach, Sandsteinquaderbau, zum Teil verputzt, ost- und nordseitig Fachwerk. |      |
| Großhabersdorf Am Kirchberg 1; Rothenburger Straße 1 (49° 24′ 14,4″ N, 10° 47′ 15,8″ O) | Barock Pfarrhaus           | 1671/1724 zum Teil erneuert | Zweigeschossiger Bau mit Krüppelwalmdach, verputzter Massivbau mit nördlichem Fachwerkgiebel, 1820 Ost- und Südfassade durch Ziegelmauerwerk ersetzt. |      |
| Wilhermsdorf Kirchfarrnbach Kirchfarrnbach B 1 (49° 26′ 41,7″ N, 10° 44′ 7,4″ O)        | Heimatstil Pfarrhaus       | um 1900/01                  | Zweigeschossiger Sandsteinquaderbau mit Krüppelwalmdach, nordseitigem Mittelrisalit und zwei Zwerchhäusern, historisierender Bau mit Fachwerkgiebeln und Aufzugswalm. Backhaus mit Stall, eingeschossiger Satteldachbau, verputzter Massivbau mit Fachwerkgiebel, um 1900/01. Scheune, eingeschossiger Bau mit Krüppelwalmdach und Fledermausgauben, verputzt, um 1900/01. |      |
| Langenzenn Laubendorf Pfarrweg 3 (49° 29′ 43,3″ N, 10° 45′ 9,3″ O)                      | Heimatstil Neues Pfarrhaus | Anfang 20. Jhd.             | Zweigeschossiger historisierender Putzbau mit Fachwerkzwerchhäusern, polygonalem Eckerker, Schopfwalmen und Werksteingliederung. |      |
| Langenzenn Laubendorf Pfarrweg 10 (49° 29′ 44,3″ N, 10° 45′ 11,7″ O)                    | Barock Ehem. Pfarrhaus     | 1724                        | Zweigeschossiger giebelständiger Satteldachbau, verputztes Fachwerk, Portal bezeichnet „1724“ |      |
| Roßtal Schulstraße 17 (49° 23′ 48,2″ N, 10° 53′ 5,2″ O)                                 | Fachwerkstil Pfarrhaus     | 1562                        | Stattlicher spätgotischer Fachwerkbau mit steilem Krüppelwalmdach, auf der Kirchhofmauer aus Sandsteinquadermauerwerk aufsitzend, West- und Nordfassade zum Teil verputzt, im Übrigen Sichtfachwerk, erstes Viertel 15. Jahrhundert, spätere Veränderungen (bezeichnet „1562“ und „1894“).                                                                                 |      |
| Roßtal Rathausgasse 4 ()49° 23′ 49,5″ N, 10° 53′ 8,6″ O                                 | Barock Pfarrhaus           | um 1698                     | Zweigeschossiger Satteldachbau mit Fledermausgauben und giebelseitigem Aufzugswalm, Westfassade Sandsteinquadermauerwerk, im Übrigen Sichtfachwerk, um 1698 an Stelle eines zerstörten Vorgängerbaus des 16. Jahrhunderts neu errichtet. |      |
| Seukendorf Pfarrgasse 3 (49° 29′ 12,5″ N, 10° 52′ 41,2″ O)                              | Klassizismus Pfarrhaus     | 1837/38                     | Zweigeschossiger Walmdachbau mit Giebel- und Schleppgauben, Sandsteinquaderbau mit Gesimsgliederung. |      |
| Zirndorf Kirchenplatz 1; Pfarrhof 3 (49° 26′ 31,9″ N, 10° 57′ 19,7″ O)                  | Klassizismus Mesnerhaus    | 1748/1836                   | Zweigeschossiger Sandsteinquaderbau mit Zeltdach und Fledermausgauben, Erdgeschoss von 1748, Obergeschoss von 1836. Einfriedung, Sandsteinquader- und Hausteinmauer, 18./19. Jahrhundert. |      |
| Zirndorf Pfarrhof 1 (49° 26′ 33,7″ N, 10° 57′ 19,4″ O)                                  | Klassizismus Pfarrhaus     | 1710                        | Zweigeschossiger Mansardwalmdachbau mit Walmdachgauben, Erdgeschoss aus Sandsteinquadermauerwerk mit dorischen Eckpilastern, Obergeschoss Sichtfachwerk, bezeichnet mit 1710. Einfriedung, Mauer und Torpfeiler aus Sandsteinquadern- und bruchstein, wohl um 1710. |      |
| Zirndorf Pfarrhof 2; Pfarrhof (49° 26′ 34″ N, 10° 57′ 20,9″ O)                          | Heimatstil Pfarrhaus       | 1908                        | Barockisierendes zweigeschossiges Satteldachhaus mit Zwerchgiebel und rundem Turmanbau mit Haubendach, verputzter Massivbau mit Werksteingliederung. Scheune, zweigeschossiger Sandsteinquaderbau mit Satteldach und Zwerchgiebel, mittleres 19. Jahrhundert. |      |
| Zirndorf Kirchenplatz 3 (49° 26′ 33,2″ N, 10° 57′ 17,2″ O)                              | Klassizismus Pfarrhaus     | um 1737                     | Zweigeschossiger Sandsteinquaderbau mit Walmdach, erbaut um 1737, jüngere Giebelgauben. |      |

## Landkreis Neustadt an der Aisch-Bad Windsheim
| Gemeinde / Ort / Adresse Koordinaten                                                     | Baustil / Gebäudetyp         | Erbaut         | Bemerkungen | Bild |
| ---------------------------------------------------------------------------------------- | ---------------------------- | -------------- | --- | ---- |
| Simmershofen Adelhofen Adelhofen 5 (49° 32′ 4,4″ N, 10° 9′ 31,5″ O)                      | Barock Pfarrhaus             | Mitte 18. Jhd. | Zweigeschossiger, verputzter Schopfwalmdachbau mit Sandsteinrahmungen im Erdgeschoss, teils Fachwerk im Obergeschoss. |      |
| Dietersheim Altheim (Dietersheim) Altheim 1 (49° 33′ 17,5″ N, 10° 30′ 41,7″ O)           | Klassizismus Pfarrhaus       | um 1800        | Zweigeschossiger Krüppelwalmdachbau mit Ecklisenen und Gesimsgliederung. |      |
| Dietersheim Altheim (Dietersheim) Altheim 53 (49° 33′ 14,8″ N, 10° 30′ 26,5″ O)          | Fachwerkstil ehem. Pfarrhaus | 1720           | Zweigeschossiger Walmdachbau mit Fachwerkobergeschoss. |      |
| Diespeck Am Kirchberg 8 (49° 35′ 50,2″ N, 10° 37′ 40,5″ O)                               | Barock Pfarrhaus             | im Kern 1691   | Zweigeschossiger verputzter Massivbau mit steilem Walmdach, Ecklisenen und Gurtgesims, Veränderungen 1772 und 1842. |      |
| Ergersheim (Mittelfranken) Kirchenbuck 4 (49° 30′ 36,9″ N, 10° 19′ 41,5″ O)              | Barock Pfarrhaus             | im Kern 1749   | Zweigeschossiger, massiver Krüppelwalmdachbau mit Fledermausgaube. |      |
| Ergersheim (Mittelfranken) Ermetzhofen Ermetzhofen 82 (49° 30′ 13,5″ N, 10° 16′ 39,5″ O) | Barock Pfarrhaus             | im Kern 1749   | Zweigeschossiger, massiver Walmdachbau mit Putz- und Hausteingliederung, von Georg Christian Lang, 1775, Umbau 1836. Drei zu fünf Fensterachsen. |      |
| Weigenheim Geckenheim Geckenheim 15 (49° 34′ 15,3″ N, 10° 14′ 24,4″ O)                   | Barock Pfarrhaus             | 1662/63        | Zweigeschossiger Walmdachbau aus Fachwerk, östliche Erweiterung 1811. Pfarrscheune: Eingeschossiger Satteldachbau aus Fachwerk, erste Hälfte 18. Jahrhundert.                                                                                           |      |
| Gollhofen Ringstraße 15 (49° 34′ 5,2″ N, 10° 11′ 23,2″ O)                                | Barock Pfarrhaus             | 1729–30        | Zweigeschossiger Walmdachbau mit Fachwerkobergeschoss und Hausteinrahmung, von Georg Tauber. |      |
| Gutenstetten Kirchenweg 2 (49° 37′ 3,4″ N, 10° 37′ 52,9″ O)                              | Barock Pfarrhaus             | 1689–99        | Zweigeschossiger Fachwerkbau mit Satteldach, Andreaskreuzen und K-Streben. |      |
| Hagenbüchach Hauptstraße 7 (49° 32′ 8,1″ N, 10° 46′ 21,9″ O)                             | Barock Pfarrhaus             | 1719           | Zweigeschossiger Walmdachbau, Fachwerk mit K-Streben, östlicher Teil massiv unterfangen, später. |      |
| Langenfeld (Mittelfranken) Hauptstraße 18 (49° 36′ 49,2″ N, 10° 30′ 50″ O)               | Klassizismus Pfarrhaus       | um 1842        | Zweigeschossiger Walmdachbau mit teils genuteten Ecklisenen, profiliertem Sohlbankgesims und profilierten Rahmungen, 1842 |      |
| Hemmersheim Lipprichhausen Nähe Kirchstraße (49° 34′ 16,1″ N, 10° 7′ 36″ O)              | Barock Pfarrhaus             | 1578           | Bruchsteinmauerwerk mit Pforte zum Pfarrhaus, bezeichnet „1578“, nördlicher und westlicher Mauerverlauf jünger. |      |
| Münchsteinach Kirchenweg 1 (49° 38′ 15,5″ N, 10° 35′ 50,3″ O)                            | Klassizismus Pfarrhaus       | 1842           | Zweigeschossiger Walmdachbau mit teils genuteten Ecklisenen, profiliertem Sohlbankgesims und profilierten Rahmungen. |      |
| Weigenheim Reusch Reusch 1 a (49° 35′ 14,1″ N, 10° 15′ 0,6″ O)                           | Barock Pfarrhaus             | 1560           | Zweigeschossiger, ursprünglich verputzter Walmdachbau mit Fachwerkobergeschoss und Sandsteinrahmungen, Wappenstein aus Sandstein, bezeichnet „1560“, Haus im Kern wohl 16./17. Jahrhundert Neubau 18. Jahrhundert Fenster vergrößert im 19. Jahrhundert |      |
| Oberickelsheim Rodheim Herrengasse 3 (49° 35′ 13,9″ N, 10° 8′ 30,1″ O)                   | Barock Pfarrhaus             | 1614           | Zweigeschossiger Satteldachbau mit verputztem Fachwerkobergeschoss, im Erdgeschoss profilierte Fensterrahmungen aus Sandstein, im Obergeschoss aus Holz, bezeichnet mit „1614“.                                                                         |      |
| Ergersheim (Mittelfranken) Seenheim Seenheim 12 (49° 31′ 36,1″ N, 10° 18′ 8,9″ O)        | Barock Pfarrhaus             | um 1730        | Zweigeschossiger Walmdachbau mit Gesimsgliederung und drei zu sechs Fensterachsen. |      |
| Diespeck Stübach Hauptstraße 8 (49° 36′ 28,8″ N, 10° 35′ 20,3″ O)                        | Barock Pfarrhaus             | im Kern 1742   | Zweigeschossiger Walmdachbau mit Fledermausgauben, erdgeschossig mit Ecklisenen und geohrten, profilierten Hausteinrahmungen, Fachwerkobergeschoss mit Andreaskreuzen und K-Streben, bezeichnet „1742“ und „1778“.                                      |      |
| Weigenheim Kirchplatz 1 (49° 34′ 33,2″ N, 10° 15′ 40,5″ O)                               | Barock Pfarrhaus             | 1712           | Zweigeschossiger Halbwalmdachbau mit massiver Westwand aus Kalksteinmauerwerk, Sandsteinrahmungen, im Kern 1712, teils erneuert 1951/52. |      |
| Illesheim Westheim Westheim 23 (49° 27′ 29,2″ N, 10° 24′ 39,3″ O)                        | Klassizismus Pfarrhaus       | um 1800        | Zweigeschossiger Walmdachbau. |      |

## StadtNürnberg
| Gemeinde / Ort / Adresse Koordinaten                          | Baustil / Gebäudetyp | Erbaut    | Bemerkungen | Bild           |
| ------------------------------------------------------------- | -------------------- | --------- | --- | -------------- |
| Nürnberg Lorenzer Platz 8, 104 (49° 27′ 2,4″ N, 11° 4′ 45″ O) | Neogotik Pfarrhof    | 1843–1846 | Dreiflügeliger, viergeschossiger Sandsteinquaderbau mit Satteldächern, Westflügel mit reichem neugotischen Dekor und Treppengiebel, 1843–1846 von Carl Alexander von Heideloff, Mittel- und Ostflügel 1953–55 von Julius Lincke mit erdgeschossiger Ladenzeile vereinfacht wieder aufgebaut, im Ostflügel Türgewände aus dem Heideloffschen Bau erhalten.(Baudenkmal). | weitere Bilder |

## Landkreis Nürnberger Land
| Gemeinde / Ort / Adresse Koordinaten                                                                             | Baustil / Gebäudetyp   | Erbaut                | Bemerkungen | Bild           |
| --- | ---------------------- | --------------------- | --- | -------------- |
| Altdorf bei Nürnberg Kirchgasse 2 (49° 23′ 9,6″ N, 11° 21′ 19,5″ O)                                              | Fachwerkstil Pfarrhaus | Mitte 18. Jhd.        | Zweigeschossiger traufständiger Satteldachbau mit Zwerchhäusern, Fachwerkbau auf Sockelgeschoss aus Sandsteinquadern. |                |
| Schwaig bei Nürnberg Behringersdorf Schwaiger Straße 15; Nähe Schwaiger Straße (49° 28′ 42,9″ N, 11° 12′ 3,5″ O) | Barock Pfarrhaus       | 1746/49               | Zweigeschossiger Sandsteinbau, Walmdach, bezeichnet „1746“, mit Aufzugsgiebel. Gartenmauer mit Tor: Mitte 18. Jahrhundert. Nebengebäude: eingeschossiger Sandsteinbau mit Anbau in Holzständerbauweise, um 1750.                                                                      | weitere Bilder |
| Simmelsdorf Bühl (Simmelsdorf) Bühl 1 (49° 36′ 11,5″ N, 11° 20′ 23,1″ O)                                         | Barock Pfarrhaus       | 1661                  | Langgestreckter zweigeschossiger Satteldachbau, bezeichnet mit „1661“, verändert 1834 und 1859. |                |
| Altdorf bei Nürnberg Eismannsberg Eismannsberger Dorfstraße 26 (49° 24′ 16,3″ N, 11° 26′ 1,4″ O)                 | Neobarock Pfarrhaus    | um 1910               | Zweigeschossiger Walmdachbau mit rustizierten Ecklisenen, vier zu zwei Fensterachsen |                |
| Engelthal Am Pfarrhof 5 (49° 28′ 17,8″ N, 11° 23′ 55,5″ O)                                                       | Neobarock Pfarrhaus    | um 1870               | Zweigeschossiger Walmdachbau mit rustizierten Ecklisenen, fünf Fensterachsen und Putzgliederung. |                |
| Pommelsbrunn Eschenbach (Pommelsbrunn) Eschenbach 409 (49° 31′ 44,9″ N, 11° 29′ 29,3″ O)                         | Heimatstil Pfarrhaus   | 1939                  | Stattlicher zweigeschossiger Steilsatteldachbau mit Fachwerkobergeschoss und -giebel, von Fritz Mayer. |                |
| Simmelsdorf Großengsee Simmelsdorfer Straße 7 (49° 38′ 15,1″ N, 11° 21′ 25,2″ O)                                 | Barock Pfarrhaus       | im Kern 1630–32       | Zweigeschossiger Putzbau mit Mansarddach, Schopf und Zwerchhaus mit Dreiecksgiebel, Dachreiter mit geschweifter Kuppel, im Kern 1630–32, Umbau 1672. Nebengebäude: erdgeschossiger Satteldachbau, 18. Jahrhundert. Einfriedung: getreppte Mauer mit Satteldachabschluss, gleichzeitig |                |
| Happurg Hauptstraße 2 (49° 29′ 31,8″ N, 11° 28′ 20,9″ O)                                                         | Barock Pfarrhaus       | im Kern 16./17. Jhd.  | Zweigeschossiger Massivbau mit Satteldach und Zwerchhaus, im Kern 16./17. Jahrhundert. |                |
| Pommelsbrunn Heldmannsberg Heldmannsberg 14 (49° 27′ 50,4″ N, 11° 33′ 43,6″ O)                                   | Klassizismus Pfarrhaus | 1772                  | Zweigeschossiger Walmdachbau mit Putzgliederung. |                |
| Henfenfeld Kirchenstraße 3 (49° 29′ 49,4″ N, 11° 23′ 23,4″ O)                                                    | Barock Pfarrhaus       | 1720                  | Zweigeschossiger Massivbau mit Walmdach, bezeichnet „1720“. Pfarrscheune mit Fachwerkgiebel und Steilsatteldach, spätes 17./frühes 18. Jahrhundert. Nebengebäude mit Backofen, Sandstein, wohl 18. Jahrhundert.                                                                       |                |
| Pommelsbrunn Hohenstadt (Pommelsbrunn) Adlerstraße 12 (49° 30′ 42,7″ N, 11° 28′ 56,7″ O)                         | Klassizismus Pfarrhaus | Mitte 19. Jhd.        | Zweigeschossiger verputzter Walmdachbau mit Sohlbankgesims. |                |
| Neunkirchen am Sand Kersbach Alter Hof 2; Alter Hof 4 (49° 32′ 29,6″ N, 11° 21′ 37,6″ O)                         | Klassizismus Pfarrhaus | 1847                  | Langgestreckter zweigeschossiger Sandsteinbau, Satteldach 1847, erweitert. |                |
| Kirchensittenbach Pfarrgasse 1; Pfarrgasse 3 (49° 33′ 22,4″ N, 11° 25′ 24,2″ O)                                  | Klassizismus Pfarrhaus | 1840                  | Zweigeschossiger massiver Walmdachbau, bezeichnet „1840“ mit Eckquaderung und umlaufenden Gesims. Scheune: Fachwerkbau, 18./19. Jahrhundert. Hühnerstall: Fachwerkbau, 19. Jahrhundert.                                                                                               |                |
| Neunkirchen am Sand Hauptstraße 8 (49° 31′ 33,3″ N, 11° 19′ 7″ O)                                                | Klassizismus Pfarrhof  | 1850                  | Zweigeschossiger Sandsteinbau mit Satteldach. Ehemaliger Stall: Sandsteinbau mit Satteldach, wohl Mitte 19. Jahrhundert. Nebengebäude: Sandstein, wohl Mitte 19. Jahrhundert. |                |
| Offenhausen (Mittelfranken) Hauptstraße 35 (49° 26′ 57,7″ N, 11° 24′ 51,6″ O)                                    | Klassizismus Pfarrhof  | Ende 18. Jhd.         | Zweigeschossiger massiver Satteldachbau, im Kern spätes 18. Jahrhundert, erneuert. Scheune: Fachwerkbau, 19. Jahrhundert |                |
| Ottensoos Hans-Pirner-Straße 41 (49° 30′ 29,5″ N, 11° 20′ 12″ O)                                                 | Barock Pfarrhof        | 1753                  | Zweigeschossiger Sandsteinbau mit Mansarddach, Mittelportal, von Landbaumeister Mösel. Pfarrscheune: Fachwerk mit Satteldach, bezeichnet „1787“. Nebengebäude: Fachwerk mit Satteldach, 19. Jahrhundert.                                                                              |                |
| Pommelsbrunn Kirchplatz 7 (49° 30′ 11,7″ N, 11° 30′ 46,1″ O)                                                     | Barock Pfarrhaus       | 1689                  | Zweigeschossiger verputzter Kalksteinbau mit Steildach, bezeichnet „1689“. |                |
| Altdorf bei Nürnberg Rasch Am Kirchenbühl 2 (49° 22′ 3,3″ N, 11° 22′ 29,4″ O)                                    | Fachwerkstil Pfarrhaus | erste Hälfte 18. Jhd. | Zweigeschossiger Satteldachbau. Anlage aus zwei rechtwinklig zueinander stehenden Giebelhäusern, Sandstein, Obergeschosse und Giebel Fachwerk. |                |
| Reichenschwand Kirchstraße 12 (49° 30′ 40,8″ N, 11° 22′ 30,9″ O)                                                 | Renaissance Pfarrhof   | 1557                  | Zweigeschossiger Satteldachbau, Erdgeschoss massiv, Obergeschoss und Giebel Fachwerk, im Kern von 1557 im Auftrag des Patriziers Bonaventura I. von Furtenbach errichtet. |                |
| Rückersdorf (Mittelfranken) Schlossgasse 17 (49° 29′ 33,3″ N, 11° 14′ 40,9″ O)                                   | Klassizismus Pfarrhof  | Mitte 19. Jhd.        | Zweigeschossiger Sandsteinbau mit Satteldach, Mitte 19. Jahrhundert. Nebengebäude: Sandstein, Mitte 19. Jahrhundert; Backofen: 19. Jahrhundert. |                |
| Schwarzenbruck Rummelsberg Rummelsberg 37 (49° 22′ 0″ N, 11° 16′ 4,6″ O)                                         | Heimatstil Pfarrhof    | 1905                  | Zweigeschossiger massiver Walmdachbau mit Walmdachzwerchhäusern und hölzerner Loggia, im barockisierenden Heimatstil, bezeichnet „1905“. | weitere Bilder |

## Landkreis Roth
| Gemeinde / Ort / Adresse Koordinaten                                                  | Baustil / Gebäudetyp                                     | Erbaut                                    | Bemerkungen | Bild |
| ------------------------------------------------------------------------------------- | -------------------------------------------------------- | ----------------------------------------- | --- | ---- |
| Abenberg Stillaplatz 10 (49° 14′ 31,7″ N, 10° 57′ 40,3″ O)                            | Barock Pfarrhaus (Abenberg)                              | Ende des 17. Jhd. / Anfang des 18. Jhd.   | Zweigeschossiger, traufseitiger und verputzte Steilsatteldachbau mit fünf zu drei Fensterachsen und Freitreppe. Geohrte Fenster und Türgewände. |      |
| Heideck Aberzhausen Aberzhausen 13 (49° 6′ 32,6″ N, 11° 9′ 38,8″ O)                   | Neobarock Pfarrhaus (Aberzhausen)                        | 1914                                      | Eingeschossiger Putzbau mit Mansardwalmdach und Zwerchhäusern wurde in neubarocken Formen errichtet. |      |
| Thalmässing Pfarrhaus (Alfershausen) Alfershausen 1 (49° 6′ 26,2″ N, 11° 11′ 10,7″ O) | Klassizismus Pfarrhaus (Alfershausen)                    | erstes Drittel 19. Jhd.                   | Zweigeschossiger, traufseitiger Massivbau mit Halbwalmdach. Der Pfarrstadel ist ein giebelseitiger Massivbau mit Satteldach sowie Fachwerkkniestock und -giebel. |      |
| Greding Kirchberggasse 2 (49° 2′ 50,3″ N, 11° 21′ 10,2″ O)                            | Renaissance Kaplanhaus                                   | 1615                                      | Zweigeschossiger Massivbau mit Walmdach, Wappenstein bezeichnet „1615“, stark erneuert |      |
| Greding Kirchberggasse 3 (49° 2′ 49,9″ N, 11° 21′ 8,9″ O)                             | Klassizismus Wallfahrtskaplanhaus                        | Zweite Hälfte 18. Jhd., um 1900 verändert | Zweigeschossiger Massivbau mit Walmdach |      |
| Greding Am Kirchberg 4 (49° 2′ 48,9″ N, 11° 21′ 8,1″ O)                               | Klassizismus mit Jugendstilelementen Pfarrhaus (Greding) | 1905                                      | Zweigeschossiger Walmdachbau mit Giebelrisalit und Dachreiter. Es besteht eine Einfriedung mit Kalksteinpfeilern und einem Holzlattenzaun |      |
| Greding Großhöbing Pfarrweg 10 (49° 4′ 12,9″ N, 11° 17′ 36,9″ O)                      | Barock Pfarrhof (Großhöbing)                             | 1718                                      | Zweigeschossiger, barocker Putzbau mit steilem Walmdach, Eckrustika und Aufzugszwerchhaus. Vermutlich von Gabriel de Gabrieli. Fünf zu fünf Fensterachsen. Dazu Pfarrscheune mit teilweise verputzten Fachwerk in Jura-Bauweise und ein Kellergebäude mit Backhaus mit Satteldach und tonnengewölbtem Keller. Der Pfarrhof ist von einer Hofmauer mit Toreinfahrt umgeben. |      |
| Heideck Liebenstadt Liebenstadt 4 (49° 7′ 58,5″ N, 11° 5′ 24,4″ O)                    | Klassizismus Pfarrhaus (Liebenstadt)                     | 1789                                      | Zweigeschossiger Sandsteinquaderbau mit Walmdach, der 1789 vermutlich von Domenico Maria Salle errichtet wurde. 1938 wurden die Fenster vergrößert, was aber bei der letzten Sanierung wieder rückgängig gemacht wurde. Daneben steht auch die Pfarrscheune, ein einstöckiger Fachwerkbau mit Satteldach, die mit dem Baujahr 1755 versehen ist. Das ehemalige Waschhaus ist ein einstöckiger verputzter Sandsteinquaderbau mit Walmdach, der vermutlich auch 1755 errichtet wurde.                                   |      |
| Greding Heimbach Salvatorweg 1 (49° 1′ 36,7″ N, 11° 20′ 2″ O)                         | Barock Pfarrhaus Heimbach (Greding)                      | 1701                                      | Zweigeschossiger, giebelständiger und verputzter Satteldachbau. |      |
| Hilpoltstein Kirchenstraße 6 (49° 11′ 20,2″ N, 11° 11′ 37,3″ O)                       | Spätklassizismus Pfarrhaus (Hilpoltstein)                | 1912                                      | Zweigeschossiger, giebelständiger Satteldachbau mit Putzgliederung und seitlichem Bodenerker besitzt eine steinerne Pietà in einer Ecknische. Die Hofmauer mit Toreinfahrt aus Sandsteinquadern wurde gleichzeitig errichtet. |      |
| Obermässing Am Kirchplatz 2 (49° 6′ 48″ N, 11° 18′ 23,9″ O)                           | Klassizismus Pfarrhof (Obermässing)                      | 1769                                      | Zweigeschossiger, giebelständiger Steilsatteldachbau mit Putzgliederung und giebelseitigen Ladeluken. |      |
| Thalmässing Offenbau Offenbau 23 (49° 7′ 22,7″ N, 11° 16′ 11,9″ O)                    | Klassizismus Pfarrhof (Offenbau)                         | 19. Jhd.                                  | Zweigeschossiger Putzbau mit Walmdach und Zwerchhaus aus der ersten Hälfte des 19. Jahrhunderts. Das Gebäude besitzt fünf zu vier Fensterachsen und hölzerne Fensterläden. Ehemalige Pfarrstadel: traufseitiger Putzbau mit Halbwalmdach aus der ersten Hälfte des 19. Jahrhunderts. Weiteres Nebengebäude: kleiner Putzbau mit abgewalmtem Dach aus dem 19. Jahrhundert. Einfriedung und die Toreinfahrt aus Sandsteinmauerwerk und zum Teil verputzten Sandsteinpfeilern und Eisengittertor ist ebenfalls erhalten. |      |
| Röttenbach Deutschherrnstraße 11 (49° 9′ 5,7″ N, 11° 2′ 5,2″ O)                       | Barock Pfarrhaus Röttenbach                              | 1716                                      | Zweigeschossiger Putzbau mit Walmdach, Aufzugsgiebel, Putzgliederung und Barockportal. Baumeister: verm. Franz Keller |      |
| Roth Hilpoltsteiner Straße 16 (49° 14′ 41,5″ N, 11° 5′ 38,5″ O)                       | Neobarock Katholisches Pfarrhaus (Roth)                  | 1915                                      | Zweigeschossiger Neubarockbau mit Halbwalmdach, Zwerchgiebeln und Eckerkern. Baumeister: Georg Hochreuther |      |
| Thalmässing Schwimbach Schwimbach 1 (49° 6′ 41,4″ N, 11° 14′ 41,1″ O)                 | Neobarock Pfarrhaus (Schwimbach)                         | 1915                                      | Zweigeschossiger giebelständiger Satteldachbau mit Fachwerkobergeschoss und -giebel. Pfarrscheune: giebelseitiger Fachwerkbau mit Satteldach und Aufzugsdächlein, 18. Jahrhundert. Weitere Scheune mit Satteldach und Gaube; Jahrhundertwechsel zum 19. Jahrhundert erbaut. Zur gleichen Zeit wurde das ehemalige Waschhaus, ein Steilsatteldachbau mit Fachwerkgiebel, und ein Hofummauerung mit Toreinfahrt errichtet.                                                                                              |      |
| Thalmässing Kirchenweg 3 (49° 5′ 12,3″ N, 11° 12′ 51,4″ O)                            | Pfarrhaus (Thalmässing)                                  | 1924                                      | Eingeschossiger Putzbau mit Walmdach und Giebelgaube; ist mit der Sakristei der Kirche verbunden. |      |
| Thalmässing Weißenburger Straße 2 (49° 5′ 6,1″ N, 11° 12′ 46,3″ O)                    | Barock Oberer Pfarrhof                                   | 1740                                      | Zweigeschossiger Putzbau mit Walmdach, der mit der Jahreszahl 1740 bezeichnet ist. Fünf zu drei Fensterachsen und hölzerne Fensterläden. Ehemaliger Pfarrstadel: erdgeschossiger Putzbau mit Steilsatteldach aus dem 18. Jahrhundert. Einfriedung: verputzte Steinmauer aus 18. Jahrhundert, ist erhalten. |      |
| Thalmässing Münchner Straße 7 (49° 5′ 19″ N, 11° 13′ 23,1″ O)                         | Barock Unterer Pfarrhof                                  | 1730                                      | Zweigeschossiger Putzbau mit Walmdach, der mit der Jahreszahl 1730 bezeichnet ist; Eckrusitka und Aufzugsgaube. Ehemalige Pfarrstadel: erdgeschossiger Putzbau mit Steilsatteldach, Fachwerkgiebel und einseitigen Krüppelwalm aus dem 18. Jahrhundert. Einfriedung, eine verputzte Steinmauer aus 18. Jahrhundert mit zwei Torpfeilern, ist erhalten. |      |
| Untermässing Talstraße 17 (49° 5′ 21,5″ N, 11° 17′ 53,8″ O)                           | Barock Pfarrhof (Untermässing)                           | zwischen 1685 und 1687                    | Zweigeschossiger Massivbau mit Satteldach und Kniestock nach Plänen von Jakob Engel. Ursprünglich war es mit Kalkplatten gedeckt. An der Südseite ist eine Nische mit einer spätgotischen Figur des hl. Leodegar, des Untermässinger Pfarrpatrons, welche etwa 1520 entstand. Benachbart ist ein Pfarrstall mit Fachwerkkniestock und -giebel aus dem 18. Jahrhundert. |      |
| Weinsfeld Weinsfeld E 12 (49° 8′ 41,2″ N, 11° 15′ 32,4″ O)                            | Klassizismus Pfarrhof (Weinsfeld)                        | erste Hälfte 19. Jhd.                     | Zweigeschossiger verputzter Massivbau mit Walmdach, Putzgliederung und Ecklisenen. |      |
| Hilpoltstein Zell Zell A 12 (49° 8′ 26,2″ N, 11° 11′ 14,9″ O)                         | Klassizismus Pfarrhaus Zell (Hilpoltstein)               | 1834                                      | Zweigeschossiger Sandsteinquaderbau mit Walmdach. |      |

## StadtSchwabach
| Gemeinde / Ort / Adresse Koordinaten                                              | Baustil / Gebäudetyp   | Erbaut                | Bemerkungen | Bild |
| --------------------------------------------------------------------------------- | ---------------------- | --------------------- | --- | ---- |
| Schwabach Ludwigstraße 17 (49° 19′ 44,1″ N, 11° 1′ 32,5″ O)                       | Klassizismus Pfarrhaus | 1851                  | Zweigeschossiger Sandsteinquaderbau mit Walmdach (Baudenkmal).                                                                                      |      |
| Schwabach Nördliche Ringstraße 17 (49° 19′ 44,1″ N, 11° 1′ 32,5″ O)               | Klassizismus Pfarrhaus | 1767/68               | Zweigeschossiger, verputzter Walmdachbau mit Mittelrisaliten, Zwerchhäusern und Eckrustika, spätbarock, von Johann David Steingruber (Baudenkmal).  |      |
| Schwabach Dietersdorf Alte Dietersdorfer Straße 2 (49° 22′ 2,3″ N, 11° 0′ 7,9″ O) | Klassizismus Pfarrhaus | 1848                  | Zweigeschossiger Sandsteinquaderbau mit flachem Walmdach. Nebengebäude, erdgeschossiger Sandsteinquaderbau mit Walmdach, gleichzeitig (Baudenkmal). |      |
| Schwabach Dietersdorf Stromerstraße 14 (49° 19′ 41″ N, 10° 59′ 32,7″ O)           | Klassizismus Pfarrhaus | erste Hälfte 19. Jhd. | Erdgeschossiger, verputzter Sandsteinquaderbau mit Walmdach (Baudenkmal).                                                                           |      |

## Landkreis Weißenburg-Gunzenhausen
| Gemeinde / Ort / Adresse Koordinaten                                                        | Baustil / Gebäudetyp     | Erbaut                              | Bemerkungen | Bild            |
| ------------------------------------------------------------------------------------------- | ------------------------ | ----------------------------------- | --- | --------------- |
| Absberg Hauptstraße 35, 37 (49° 8′ 42″ N, 10° 52′ 37″ O)                                    | Rokoko Pfarrhaus         | Mitte 18. Jhd.                      | Das Pfarrhaus wurde vermutlich nach Plänen Johann David Steingrubers in der Mitte des 18. Jahrhunderts errichtet. Das Gebäude ist ein zweigeschossiger Mansardwalmdachbau mit rustizierten Ecklisenen und Putzgliederung. |                 |
| Absberg Marktplatz 3 (49° 8′ 38″ N, 10° 52′ 52″ O)                                          | Rokoko Pfarrhaus         | 1729/30                             | Zweigeschossiger Walmdachbau mit Zwerchhaus, Ecklisenen und Geschossgliederung wurde von Franz Joseph Roth errichtet. Das Gebäude besitzt fünf zu vier Fensterachsen. Die in Teilen erhaltene Garteneinfriedung entstand im 18./19. Jahrhundert. |                 |
| Gunzenhausen Aha Aha 165 (49° 5′ 50″ N, 10° 45′ 4″ O)                                       | Heimatstil Pfarrhaus     | um 1910                             | Zweigeschossiges Gebäude mit Krüppelwalmdach, Fledermausgaube und Erker, um 1910. Einfriedung mit Mauer wohl aus gleicher Zeit. | Bild gesucht BW |
| Treuchtlingen Auernheim Kurzgasse 22 (48° 57′ 55″ N, 10° 48′ 12″ O)                         | Barock Pfarrhaus         | 1727, erneuert 1913                 | Zweigeschossiger Halbwalmdachbau mit zwei zu vier Fensterachsen. | Bild gesucht BW |
| Bergen Dannhausener Straße 10 (49° 4′ 24,7″ N, 11° 6′ 54,8″ O)                              | Barock Pfarrhaus         | 1727 erneuert                       | Zweigeschossiger traufständiger Satteldachbau. (Baudenkmal) | Bild gesucht BW |
| Pappenheim Bieswang Hauptstraße 5 (48° 55′ 44,5″ N, 11° 2′ 8,3″ O)                          | Barock Pfarrhof          | 1602/1708                           | Zweigeschossiges Gebäude mit Flachsatteldach, in Ecklage, mit Fassadengliederung, 1602, 1708 umgebaut. Fünf zu drei Fensterachsen. | Bild gesucht BW |
| Treuchtlingen Bubenheim Bubenheim 42 (48° 59′ 25″ N, 10° 53′ 29″ O)                         | Barock Pfarrhaus         | 18. Jhd.                            | Zweigeschossiger Walmdachbau mit fünf Fensterachsen und profiliertem Traufgesims. |                 |
| Langenaltheim Büttelbronn Dorfstraße 22 (48° 53′ 27,6″ N, 10° 53′ 49,6″ O)                  | Pfarrhaus                | Ende 19. Jhd.                       | Zweigeschossiger Satteldachbau mit fünf zu vier Fensterachsen. Ökonomiegebäude in Jura-Bauweise mit Legschieferdach. Fachwerkscheune in Jura-Bauweise, 18./frühes 19. Jahrhundert | Bild gesucht BW |
| Burgsalach Kirchweg 9 (49° 1′ 57,3″ N, 11° 5′ 50,6″ O)                                      | Barock Pfarrhof          | 1747                                | Zweigeschossiger Flachsatteldachbau in Jura-Bauweise mit Legschieferdach. Das Anwesen besteht aus einem Pfarrhaus und einem Pfarrstadel. Der ehemalige Pfarrstadel, ebenfalls ein Flachsatteldachbau in Jura-Bauweise aus Bruchsteinmauerwerk mit Legschieferdach, stammt aus dem 19. Jahrhundert. Wegen der Straßenumführung wurde der Stadel im Jahr 1979 verkürzt, er dient heute als Gemeindehaus. |                 |
| Gunzenhausen Cronheim Cronheim 178 (49° 5′ 47,1″ N, 10° 39′ 48,6″ O)                        | Renaissance Pfarrschloss | 1564                                | Zweigeschossige, ehemals Vierflügelanlage 1564 errichtet, Teilabbrüche im 19. Jh., zweigeschossiger Hauptflügel im Osten und anschließende Teile des Süd- und Nordflügels sowie die östlichen Ecktürme erhalten; Teile der Futtermauer, 16. Jh., erneuert um 1900. Diente von 1661 bis 1749 als Pfarrhaus. | weitere Bilder  |
| Gunzenhausen Cronheim Cronheim 180 (49° 5′ 44″ N, 10° 39′ 49″ O)                            | Barock ehem. Pfarrhof    | 1749 Umbau, im Kern mittelalterlich | Zweigeschossiger Walmdachbau mit profiliertem Traufgesims, fünf zu vier Fensterachsen und verdachtem Sandsteineingangsportal. 1749 Umbau nach Plänen des fürstbischöflichen Bauinspektor Matthias Seybold unter harmonischem Einbezug der mittelalterlichen Bausubstanz. Etwa hälftig erhaltene Ringmauer wohl aus dem 12. Jahrhundert. Drei der vier Grundmauern des Pfarrhauses stammen vom mittelalterlichen Vorgängergebäude, welches ursprünglich vermutlich als Schloss diente. Ab Ende des 14. Jahrhunderts bis 1633 diente das Gebäude bereits als Pfarrhof stand danach aber bis 1748 aufgrund Brandes leer. Erst 1749 wurde es nach Umbau wieder als Pfarrhaus genutzt. Ein im 19. Jahrhundert abgebrochenes Zwerchhaus an der Rückseite wurde bei den aufwändigen Sanierungsarbeiten von 2017 bis 2021 wieder ersetzt. Historische Ausstattung: Treppe und Treppengeländer mit Brettbalustern; Türen mit Originalbeschlägen; Beichtstuhl aus dem 17. Jahrhundert (teilweise erhalten); bauzeitliche Fußböden mit fränkischem Parkett; Eichenparkett (um 1900); handbehauene Solnhofenerplatten; Sechseckziegelfliesen im Mezzanin; Ziegelboden im Stichkappengewölbekeller. Back- und Waschhaus aus Bruchstein (mit Waschkessel über gemauerter Feuerstelle) mit Walmdach aus der Erbauungszeit mit angebauter Holzlege. Einfriedung mit transloziertem Hoftor mit Kreuz und geschmiedetem Zaun (um 1900). 1999 wurde der Pfarrhof für den Bau eines Kindergartens geteilt, wobei der Pfarrstadel (erbaut 1755) abgebrochen wurde. Die verbliebenen Grundmauern der ehemaligen Zehntscheune von 1400 wurden 2019 mit Ausnahme der Nordmauer abgerissen. | weitere Bilder  |
| Dittenheim Sammenheimer Straße 5 (49° 3′ 24,8″ N, 10° 47′ 28″ O)                            | Heimatstil Pfarrhaus     | 1898                                | Zweigeschossiges Gebäude mit Walmdach, östlich Halbwalm, in Ecklage, mit Fachwerk-Dachaufbau und Ziergiebeln, mit Eckquaderungen, in Formen des Heimatstils mit Elementen der Neurenaissance, 1898. | Bild gesucht BW |
| Theilenhofen Dornhausen Kirchenstraße 7 (49° 5′ 16,2″ N, 10° 49′ 8″ O)                      | Barock                   | 1713 Pfarrhaus                      | Zweigeschossiger Satteldachbau aus Bruchstein, teilweise Fachwerk verputzt. Im Innenbau freiliegendes Fachwerk. Waschhaus: eingeschossiger kleiner Satteldachbau, Bruchsteinmauerwerk, wohl 2. Hälfte 18. Jh. | Bild gesucht BW |
| Weißenburg in Bayern Emetzheim Hainstraße 1 (49° 0′ 56,8″ N, 10° 56′ 2″ O)                  | Barock Pfarrhaus         | Ende 18. Jhd.                       | Zweigeschossiger Walmdachbau mit zwei zu fünf Fensterachsen und profiliertem Eingangsportal. Ende 18. Jahrhundert |                 |
| Höttingen Fiegenstall Ortsstraße 24 (49° 4′ 27,1″ N, 11° 1′ 20,4″ O)                        | Klassizismus Pfarrhof    | 2. Hälfte 18. Jhd.                  | Zweigeschossiges giebelständiger Satteldachbau, wohl zweite Hälfte 18. Jahrhundert. Zwei zu fünf Fensterachsen. Ehemalige Pfarrscheune: Sandsteinquaderbau mit Satteldach, Mitte 19. Jahrhundert |                 |
| Gnotzheim Spielberger Straße 22 (49° 3′ 21,5″ N, 10° 42′ 44,6″ O)                           | Klassizismus Pfarrhaus   | 1840                                | Zweigeschossiger Walmdachbau mit rustizierten Ecklisenen und Gurtgesims besitzt fünf zu zwei Fensterachsen. Das ehemalige Waschhaus im Pfarrgarten, ein eingeschossiger Satteldachbau, entstand im 18. Jahrhundert. |                 |
| Haundorf Gräfensteinberg Dorfstraße 53 (49° 9′ 7,6″ N, 10° 48′ 43,2″ O)                     | Pfarrhaus                |                                     | Zweigeschossiger Walmdachbau mit zwei zu drei Fensterachsen. | Bild gesucht BW |
| Theilenhofen Gundelsheim an der Altmühl Burgstraße 4 (49° 3′ 36,5″ N, 10° 49′ 42″ O)        | Klassizismus Pfarrhaus   | Anfang 19. Jhrd.                    | Zweigeschossiger, giebelständiger Satteldachbau mit vier zu fünf Fensterachsen. Pfarrscheune: teilweise Fachwerk, mit Halbwalmdach, 18. Jahrhundert; ehem. Pfarrstallungen, zweigeschossiger Satteldachbau, 1840. | Bild gesucht BW |
| Haundorf Georgentalweg 1 (49° 10′ 34″ N, 10° 49′ 8,1″ O)                                    | Heimatstil Pfarrhaus     | 1899                                | Zweigeschossiger Walmdachbau mit turmartigem Vorbau mit Zeltdach, Steingesimse um die Fenster; Eckquaderungen, 1899 |                 |
| Heidenheim Hechlingen am See Kirchenstraße 4 (48° 58′ 38,3″ N, 10° 44′ 0,2″ O)              | Heimatstil Pfarrhaus     | um 1848                             | Zweigeschossiges Gebäude mit flachem Walmdach, Rundbogenfenstern und Mittelrisalit. Zwei zu fünf Fensterachsen. | Bild gesucht BW |
| Höttingen Pfarrgasse 6 (49° 3′ 46,9″ N, 11° 0′ 16,5″ O)                                     | Barock Pfarrhof          | 1750                                | Zweigeschossiges Gebäude mit Halbwalmdach, durch Wappenstein bezeichnet „1750“. Angeschlossene Pfarrscheune: zweigeschossiges massives Gebäude mit Halbwalmdach, gleichzeitig. |                 |
| Heidenheim Hohentrüdingen Am Pfarrbuck 1 (49° 0′ 0″ N, 10° 42′ 6,7″ O)                      | Barock Pfarrhaus         | 1722                                | Zweigeschossiger Halbwalmdachbau in Ecklage mit drei zu fünf Fensterachsen. | Bild gesucht BW |
| Westheim Hüssingen Hüssingen 20 (48° 58′ 19,6″ N, 10° 41′ 8,1″ O)                           | Barock Pfarrhaus         | 1707 um 1800 und 1902 verändert     | Zweigeschossiger Walmdachbau mit fünf zu vier Fensterachsen. | Bild gesucht BW |
| Absberg Kalbensteinberg (49° 10′ 34,2″ N, 10° 50′ 50,2″ O)                                  | Barock Altes Pfarrhaus   | 1602                                | Beim unregelmäßigen, zweigeschossigen Walmdachbau wurde 1928 das Fachwerk des Obergeschosses vermauert. Der Pfarrstadel stammt aus dem 18. Jahrhundert. |                 |
| Absberg Kalbensteinberg (49° 10′ 35″ N, 10° 50′ 51,1″ O)                                    | Klassizismus Pfarrhof    | 1893                                | Zweigeschossiger Walmdachbau aus Sandsteinquadern mit fünf zu drei Fensterachsen, der 1893 durch die Stadt Nürnberg, die das Kirchenpatronat innehatte, errichtet wurde. |                 |
| Weißenburg in Bayern Kattenhochstatt Altmühlstraße 15 (49° 1′ 27,7″ N, 10° 54′ 16,1″ O)     | Klassizismus Pfarrhaus   | 1806/07                             | Zweigeschossiger Walmdachbau mit Zwerchhaus und Gesimsgliederung. Pfarrscheune aus dem 18. Jahrhundert und Toreinfahrt um 1800. |                 |
| Weißenburg in Bayern Kurzenaltheim Kurzenaltheim 35, 35 a (49° 1′ 43,9″ N, 10° 47′ 19,8″ O) | Klassizismus Pfarrhaus   | 1831                                | Zweigeschossiger Walmdachbau mit Eckquaderung und fünf zu drei Fensterachsen. Geburtshaus von Emil von Riedel. Dazugehörig ehemalige Pfarrscheune: Massives Gebäude mit Halbwalmdach, 1775 | Bild gesucht BW |
| Gunzenhausen Laubenzedel Laubenzedel 50 (49° 8′ 34,2″ N, 10° 44′ 56,8″ O)                   | Klassizismus Pfarrhaus   | 1796                                | Zweigeschossiger Walmdachbau mit rustizierten Ecklisenen und fünf zu vier Fensterachsen. |                 |
| Markt Berolzheim Benzing 6 (49° 0′ 36,5″ N, 10° 50′ 49,8″ O)                                | Klassizismus Pfarrhaus   | 1769/83                             | Zweigeschossiger traufständiger Halbwalmdachbau, mit Lisenengliederung und Eckrustizierung, nach Plan von Johann David Steingruber, 1769, nach Brand 1783 wiederaufgebaut |                 |
| Markt Berolzheim Kirchplatz 5, 9 (49° 0′ 38,9″ N, 10° 50′ 44,6″ O)                          | Renaissance Pfarrhaus    | 1609/10                             | Zweigeschossiges giebelständiges Gebäude mit Steildach. Pfarrscheune: Eingeschossiger Satteldachbau, und Remisenanbau, eingeschossiger Satteldachbau mit drei Arkadenöffnungen, im Kern 18. Jahrhundert. | Bild gesucht BW |
| Pappenheim Graf-Carl-Straße 1 (48° 56′ 5,2″ N, 10° 58′ 29,7″ O)                             | Barock Dekanat           | 1757                                | Großzügiger Barockbau, zweigeschossig mit Halbwalmdach, mit rustizierten Ecklisenen und Putzgliederung, nach Plänen von Johann Georg Steingruber, 1757, mit Rest der Stadtmauer. |                 |
| Treuchtlingen Monheimer Straße 2 (48° 56′ 7″ N, 10° 52′ 19″ O)                              | Klassizismus Pfarrhaus   | 1855                                | Zweigeschossiger Zeltdachbau mit rustizierten Ecklisenen besitzt vier zu drei Fensterachsen. Die Eingangstür ist aufwendig gerahmt. |                 |
| Muhr am See Kirchenstraße 26 (49° 9′ 13″ N, 10° 42′ 23,5″ O)                                | Klassizismus Pfarrhaus   | 18. Jhd.                            | Zweigeschossiger Massivbau mit Walmdach und Fledermausgauben und sechs Fensterachsen zur Straßenseite, 18. Jahrhundert |                 |
| Nennslingen Pfarrgasse 1 (49° 2′ 51,3″ N, 11° 7′ 52,7″ O)                                   | Klassizismus Pfarrhaus   | 19. Jhd.                            | Zweigeschossiges traufständiges Gebäude mit Halbwalmdach, frühes 19. Jahrhundert. Fünf Fensterachsen zur Straßenseite. | Bild gesucht BW |
| Westheim Ostheim Ostheimer Hauptstraße 17 (49° 1′ 22″ N, 10° 41′ 27,6″ O)                   | Klassizismus Pfarrhaus   | im Kern 17. Jhd. umgebaut 1740      | Zweigeschossiger traufständiger Satteldachbau, südliche Giebelseite mit Halbwalm, im Kern 17. Jahrhundert nach Plan von Johann David Steingruber 1740 durch später verputzten Fachwerkoberstock erhöht. Fünf zu vier Fensterachsen. | Bild gesucht BW |
| Gunzenhausen Pflaumfeld Pflaumfeld 64 (49° 4′ 37,3″ N, 10° 44′ 17,3″ O)                     | Pfarrhaus                | 1823                                | Zweigeschossiges Gebäude mit Halbwalmdach, 1823; Pfarrscheune: Naturstein, mit fachwerksichtigem Giebel, um 1823 | Bild gesucht BW |
| Pfofeld Kirchenbuck 4 (49° 6′ 18,9″ N, 10° 50′ 18,2″ O)                                     | Klassizismus Pfarrhaus   | 1804/05                             | Zweigeschossiger Halbwalmdachbau mit zwei zu sechs Fensterachsen. An der Giebelseite Ladeluke mit Halbrundbogen sowie zwei flankierende kleine Fenster ebenfalls mit Halbrundbogen. Scheune: Satteldachbau, Bruchstein, wohl frühes 19. Jahrhundert | Bild gesucht BW |
| Pleinfeld Pfarrgasse 2 (49° 6′ 20,3″ N, 10° 59′ 12″ O)                                      | Barock Pfarrhaus         | 16. Jhd. 18. Jhd. barockisiert      | Zweigeschossiger Satteldachbau in Ecklage mit Vortreppe stellt ein spätgotischer Giebelbau dar und besitzt vier zu vier Fensterachsen. Er wurde ursprünglich als Kastenhaus des Eichstätter Domkapitels erbaut und wurde circa 1806 zum Pfarrhaus ernannt. |                 |
| Polsingen Raiffeisenstraße 6 (48° 55′ 14,5″ N, 10° 42′ 37,4″ O)                             | Barock Pfarrhaus         | 1766                                | Zweigeschossiger Walmdachbau mit drei zu fünf Fensterachsen |                 |
| Langenaltheim Rehlingen Bergstraße 6 (48° 54′ 56,7″ N, 10° 53′ 18,5″ O)                     | Barock Pfarrhaus         | 1732                                | Zweigeschossiger Walmdachbau mit sechs zu vier Fenstrachen. Scheune, 18. Jahrhundert |                 |
| Dittenheim Sammenheim Sammenheim 25 (49° 3′ 14,5″ N, 10° 45′ 3″ O)                          | Klassizismus Pfarrhaus   | 1815                                | Zweigeschossiges Gebäude mit Halbwalmdach in Ecklage. | Bild gesucht BW |
| Pleinfeld Sankt Veit Sankt Veit 12 (49° 6′ 11,3″ N, 10° 57′ 22″ O)                          | Klassizismus Pfarrhaus   | 1782                                | Zweigeschossiger Walmdachbau. Das Portal ist steingerahmt mit darüber befindlichem Wappenbild. Das Pfarrhaus wurde 1782 errichtet und zunächst als Schule und anschließend als Küsterei genutzt. |                 |
| Pleinfeld Sankt Veit Sankt Veit 3 (49° 6′ 9,9″ N, 10° 57′ 18,6″ O)                          | Klassizismus Pfarrhaus   | 1590                                | Zweigeschossiger Bau mit Schopfwalmdach, bezeichnet „1590“, Umbauten im 17. Jahrhundert. Pfarrscheune: Eingeschossiger Walmdachbau, Bruchsteinmauerwerk, Fachwerkinnenwände, 18. Jahrhundert. Einfriedung: Mauer aus dem 17./18. Jahrhundert |                 |
| Dittenheim Sausenhofen Sausenhofen 29 (49° 3′ 59,9″ N, 10° 45′ 23,7″ O)                     | Klassizismus Pfarrhof    | 1763                                | Vollständiger Pfarrhof mit Wohn-, Ökonomie- und Waschhaus, umfriedet mit Pfarrgarten. Wohnhaus: Zweigeschossiges Gebäude mit Halbwalmdach. Scheune: massiver Bau mit Halbwalmdach, 18. Jahrhundert. Ehemaliges Waschhaus: eingeschossiger Walmdachbau; Pfarrgarten- und Hofmauer, 18. Jahrhundert. | Bild gesucht BW |
| Solnhofen Senefelderstraße 2 (48° 53′ 34,4″ N, 10° 59′ 24,7″ O)                             | Rokoko Pfarrhaus         | um 1785                             | Zweigeschossiges Gebäude mit Krüppelwalmdach und Putzgliederung. Freitreppe zum mittigen Segmentbogenportal. Segmentbogenfenster im Erdgeschoss. Sieben Fensterachsen zur Straßenseite. |                 |
| Gunzenhausen Stetten Stetten 1 (49° 4′ 56,7″ N, 10° 40′ 55,6″ O)                            | Barock Pfarrhaus         | 1750/1909                           | Zweigeschossiger Walmdachbau, 1750, erneuert 1909 | Bild gesucht BW |
| Ellingen Stopfenheim Ellinger Straße 11 (49° 4′ 19,6″ N, 10° 53′ 29,3″ O)                   | Barock Pfarrhaus         | wohl um 1700                        | Zweigeschossiger giebelständiger Satteldachbau, mit Putzgliederung und Vortreppe zum Rundbogeneingangsportal. Ladeluke am Giebel. |                 |
| Pfofeld Thannhausen (49° 6′ 33,3″ N, 10° 53′ 14,1″ O)                                       | Klassizismus Pfarrhaus   | 1782                                | Zweigeschossiger Mansardwalmdachbau mit drei zu vier Fensterachsen. |                 |
| Treuchtlingen Bahnhofstraße 52, Elkan-Naumburg-Straße 1 (48° 58′ 3,8″ N, 10° 57′ 5,4″ O)    | Heimatstil Pfarrhaus     | 1934                                | Zweigeschossiger Satteldachbau mit Gartenummauerung und Nebengebäuden, Bruchstein, von Georg W. Buchner, 1934, mit Ausstattung |                 |
| Treuchtlingen Heinrich-Aurnhammer-Straße 16 (48° 57′ 22,6″ N, 10° 54′ 43,7″ O)              | Klassizismus Pfarrhaus   | 1789                                | Zweigeschossiger Walmdachbau, bezeichnet „1789“. Mit fünf zu zwei Fensterachsen. Geohrtes Eingangsportal, darüber Wappentafel aus Sandstein. |                 |
| Alesheim Trommetsheim Kirchstraße 10 (49° 1′ 40,6″ N, 10° 51′ 52,2″ O)                      | Barock Pfarrhaus         | 1699                                | Zweigeschossiger Satteldachbau, 1699 erbaut, 1793 umgebaut Nördlich ehemaliger Pfarrgarten, mit Ummauerung, wohl 18. Jahrhundert. |                 |
| Polsingen Ursheim Säggasse 2 (48° 56′ 20,7″ N, 10° 42′ 47,7″ O)                             | Barock Pfarrhaus         | 1768, erneuert 1897                 | Zweigeschossiges, giebelständiges Gebäude mit Halbwalmdach, unter Leitung von Johann David Steingruber. Fünf zu zwei Fensterachsen. | Bild gesucht BW |
| Höttingen Weiboldshausen Burgstraße 20 (49° 3′ 13″ N, 11° 0′ 1,7″ O)                        | Klassizismus Pfarrhaus   | 1827/28                             | Zweigeschossiges Gebäude mit Halbwalmdach, Sockel in Sandsteinquadermauerwerk, Westfassade mit rustiziertem Erdgeschoss und Gesimsband. | Bild gesucht BW |
| Weißenburg in Bayern Weimersheim Weimersheimer Ring 25 (49° 2′ 26,1″ N, 10° 55′ 8,2″ O)     | Jugendstil Pfarrhaus     | 1905/07                             | Zweigeschossiger Walmdachbau mit Mittelrisalit, überdachtem Treppenaufgang und zweigeschossigem Anbau mit Halbwalmdach. Pfarrscheune: Massiver Steilsatteldachbau mit Kniestock, 1907. Zwei Nebengebäude: Zweigeschossiger Massivbau mit Satteldach und Natursteingliederung; und Eingeschossige Massivbauten mit Sattel- und Halbwalmdach, beide um 1900. | Bild gesucht BW |
| Weißenburg in Bayern Holzgasse 3 (49° 1′ 37,3″ N, 10° 58′ 12,5″ O)                          | Pfarrhaus                | 1874                                | Zweigeschossiger traufständiger Satteldachbau, von Eugen Waidenschlager. | Bild gesucht BW |
| Weißenburg in Bayern Pfarrgasse 2, 4 (49° 1′ 52,9″ N, 10° 58′ 12,9″ O)                      | Barock Pfarrhaus         | 1723/56                             | Dreigeschossiger Walmdachbau, massiv, mit Zwerchhaus, mit Ecklisenen und Gliederungen in Naturstein, 1723, Veränderungen 1756 |                 |
| Weißenburg in Bayern Pfarrgasse 3 (49° 1′ 52,1″ N, 10° 58′ 12,4″ O)                         | Barock Pfarrwitwenhaus   | 1744–1746                           | Dreigeschossiges Walmdachgebäude in Ecklage, mit kleinem Zwerchhaus. |                 |
| Treuchtlingen Wettelsheim Pfarrgasse 6 (48° 58′ 47″ N, 10° 53′ 6″ O)                        | Klassizismus Pfarrhaus   | 1801                                | Zweigeschossiger Walmdachbau, 1801, Umbau 1907 mit kleinem Mittelrisalit und zwei mit einem Dreiecksgiebel bekrönte Fenster. Sieben zu drei Fensterachsen. Scheune mit Halbwalmdach, bezeichnet „1774“ |                 |
| Dittenheim Windsfeld Windsfeld 52 (49° 4′ 37″ N, 10° 47′ 55,1″ O)                           | Barock Pfarrhaus         | 1715                                | Zweigeschossiger Satteldachbau mit leicht vorspringendem, verputztem Fachwerkobergeschoss. Zwerchhaus mit Walmdach. Fünf zu fünf Fensterachsen und Aborterker über beide Geschosse. Teilweise historisches Hofpflaster. | Bild gesucht BW |